# James Charles Dale
James Charles Dale (1792 - 6 de febrero de 1872) fue un naturalista y entomólogo inglés que dedicó casi toda su vida adulta a la entomología.

## Vida
James Dale era hijo de ricos terratenientes. Recibió su educación en la Universidad de Cambridge donde recibió su MA en 1818. Era amigo de James Francis Stephens, citado con frecuencia en Illustrations of British Entomology y de John Curtis, que se refiere a él con frecuencia en su British Entomology. Otro amigo cercano fue el entomólogo irlandés Alexander Henry Haliday. Las referencias son principalmente de Coleoptera aunque Dale trabajó en todos los órdenes .
Su primera nota, en Lepidoptera fue publicada, en Magazine of Natural History  en 1830. Esto fue seguido por unas 83 notas adicionales y artículos que cubren una amplia gama de temas.
Fue elegido miembro de la primera Sociedad Entomológica de Londres el 25 de junio de 1822.

## Obras
Lista parcial:
- 1834- The authorship of many insects described by Dale in British Entomology is often given to Curtis, however it is clearly stated by Curtis that the authorship is Dale's and from "Dale MSS"
- 1834 A List of the more rare of the Species of Insects found on Parley Heath, on the Borders of Hampshire Loudon's Magazine of Natural History.
- 1841 Beris Morrisii of Curtis's Guide Entomologist. 1(1840-1842): 175-
- 1842. Descriptions, &c. of a few rare or undescribed species of British Diptera, principally from the collection of J. C. Dale, Esq., M. A., F. L. S., &c. Ann. Mag. Nat. Hist. 8: 430-433.
- Dale, J.C. 1863. Miscellaneous captures near Tenby. The Weekly Entomologist, 2: 262-263.
- Catalogue of the Coleopterous Insects of Dorsetshire', in Nat., 2, 1837, pp. 408–415, and 3, 1838, pp. 12–18.